# Psilotum nudum
 Psilotum nudum  es un helecho de la familia de las Psilotaceae que crece en zonas subtropicales tanto en América, Asia, África como en las islas atlánticas de Macaronesia y sur de España.

## Ubicación taxonómica
Viridiplantae, Embryophyta, Tracheophyta, Euphyllophyta, Monilophyta, Clase Psilotopsida, Orden Psilotales, familia Psilotaceae, género Psilotum, especie Psilotum nudum.
Sinónimos: "Whisk ferns" (en inglés), nombre con el que a veces también se refieren a toda la familia Psilotaceae, incluyendo a Tmesipteris).

## Caracteres
Psilotum nudum puede llegar a alcanzar entre 10 y 45 centímetros. Su tallo se encuentra ramificado en sus porciones terminales y tiene sección trígona. Los micrófilos adpresos tienen entre 1 y 2 mm. Poseen esporangios del tipo pseudosinangio trilobulados y globosos de color pardo amarillento que se abren por sendas hediduras longitudinales. Las esporas monoletas dan lugar a un protalo cilíndrico y ramificado que se desarrolla micorrizado bajo el sustrato. Planta en peligro de extinción en Europa.
Para el resto, ver caracteres de Psilotaceae.

## Ecología
Este helecho se desarrolla en grietas húmedas de arenisca. Psilotum nudum es una especie de distribución pantropical de América del norte, central y del sur, África, Asia, Macaronesia y Sur de la Península ibérica. Puede hibridar con Psilotum complanatum, pero ocupan hábitats diferentes.